# Contrato de trabajo doméstico en Argentina
El contrato de trabajo doméstico en la Argentina tiene una regulación laboral específica denominado “Régimen especial de contrato de trabajo para el personal de casas particulares” que fue aprobado por la ley 26.844 del 2013. Esta ley reemplazó al estatuto especial anterior establecido por el decreto-ley 326/56 y el decreto 7.979/56 que regían desde 1956. En atención a las particulares condiciones en que se ejecuta el trabajo doméstico, se lo ha excluido totalmente de la normativa laboral general del Régimen de Contrato de Trabajo aprobado por la Ley 20744 del año 1974.
La realidad del trabajo doméstico en la Argentina muestra que es realizado en forma preponderante por mujeres, en general con bajo nivel educativo, y que hay un gran porcentaje de incumplimiento de la legislación relativa al mismo.

## Concepto de trabajo doméstico
El contrato de trabajo doméstico, también denominado contrato de empleo doméstico o servicio doméstico, es 
toda relación laboral que se preste en las casas particulares o en el ámbito de la vida familiar y que no importe para el empleador lucro o beneficio económico directo, cualquiera fuere la cantidad de horas diarias o de jornadas semanales en que sean ocupados para tales labores. Comprende  las tareas de limpieza, de mantenimiento u otras actividades típicas del hogar e incluye la asistencia personal y acompañamiento de personas que convivan en el mismo domicilio con el empleador y el cuidado no terapéutico de personas enfermas o con discapacidad.

## Modalidades del trabajo doméstico
Las modalidades del trabajo doméstico son:
- Personal sin retiro: el que trabaja para un  empleador y reside en el domicilio donde lo hace.
- Personal con retiro:  el que trabaja para un  empleador pero no reside en el lugar donde lo hace.

c) Personal con retiro que trabaja para distintos empleadores.

## Exclusiones de los beneficios de esta legislación
Está excluido de los beneficios laborales del Estatuto el trabajador doméstico que se encuentre en alguno de estos casos (art. 3° de la ley):
- Las personas contratadas por personas jurídicas;
- Las personas emparentadas con el dueño de casa y aquellas a las que las leyes o usos y costumbres consideren relacionadas en algún grado de parentesco o vínculo de convivencia no laboral con el empleador.
- Las personas que realicen tareas de cuidado y asistencia de personas enfermas o con discapacidad, cuando se trate de una prestación de carácter exclusivamente terapéutico o para la cual se exija contar con habilitaciones profesionales específicas.
- Las personas contratadas únicamente para conducir vehículos particulares de la familia o de la casa.[3]
- Las personas que convivan en el alojamiento con el personal de casas particulares y que no presten servicios de igual naturaleza para el mismo empleador.
- Las personas empleadas por consorcios de propiedad horizontal, por clubes de campo, barrios privados u otros sistemas de condominio, para la realización de tareas en las respectivas unidades funcionales.

## Caso en que se presten servicios mixtos
No rige el Estatuto si las personas además de realizar tareas de índole domésticas deben prestar otros servicios ajenos a la casa particular u hogar familiar, con cualquier periodicidad, en actividades o empresas de su empleador. En ese caso se presume la existencia de una única relación laboral ajena al Estatuto.

## Edad para trabajar
- Los menores de dieciséis años no pueden ser contratados.
- Los menores entre 16 y 18 años sólo pueden ser contratados con la modalidad con retiro y deben tener un certificado médico que acredite su aptitud para el trabajo.

Si es un menor de edad comprendido en la edad escolar que no hayan completado su instrucción obligatoria, sólo puede ser contratado si el empleador se hace cargo de que finalice la misma.

## Jornada de trabajo  y descansos
No pueden trabajar más de nueve horas diarias ni más de cuarenta y ocho semanales. El personal menor de 18 años no puede trabajar más de seis horas diarias ni más de treinta y seis horas semanales.
El personal debe tener un descanso semanal mínimo de treinta y cinco horas corridas a partir del sábado a las trece horas y además, el personal con retiro que se desempeñe para un mismo empleador, deberá mediar una pausa no inferior a doce horas entre el cese de una jornada y el comienzo de la otra.
El personal sin retiro tiene derecho además a los siguientes períodos de descanso (art. 15 del Estatuto):
a) Reposo diario nocturno de nueve (9) horas consecutivas como mínimo, que sólo podrá ser interrumpido por causas graves o urgentes que no admitan demora, en cuyo caso ese tiempo debe pagarse y compensarse con descanso adicional y
b) Descanso diario de tres (3) horas continuas entre las tareas matutinas y vespertinas.

## Licencias especiales
El personal doméstico que en forma normal y regular trabaje como mínimo dieciséis (16) o más horas semanales, tiene las siguientes licencias especiales pagas por el empleador. Para el personal que trabaje menos horas la licencia será proporcional al tiempo de trabajo semanal:
- Por nacimiento de hijo en el caso del trabajador varón, dos (2) días corridos;
- Por matrimonio, diez (10) días corridos;
- Por fallecimiento del cónyuge o conviviente, de hijos o de padres, tres (3) días corridos;
- Por fallecimiento de hermano, un (1) día;
- Para rendir examen en la enseñanza primaria, media, terciaria o universitaria, dos (2) días corridos por examen, con un máximo de diez (10) días por año calendario.

En las licencias deberá necesariamente computarse un día hábil, cuando las mismas coincidieran con días domingo, feriados o no laborables.
La licencia por vacaciones de empleadas domésticas se calcula según la antigüedad y cantidad de horas trabajadas. 
Licencia vacaciones
De 6 meses a 5 años 	 14 Días corridos
De 5 a 10 años 	 21 Días corridos
De 10 a 20 años 	 28 Días corridos
Más de 20 años 	 35 Días corridos

## Licencia por maternidad
Las trabajadoras domésticas tendrán en caso de embarazo una licencia de noventa  días corridos durante el cual el empleador no le paga sueldo pero en cambio la trabajadora percibe de los organismos de seguridad social una asignación de monto equivalente. La licencia abarca los 45 días anteriores y posteriores al parto pero la empleada podrá reducir la licencia anterior al parto a 30 días corridos y el resto (15 días) acumularlos a la licencia posparto.

## Período de prueba
Cualquiera de las partes podrá extinguir la relación durante el período de prueba sin expresión de causa y sin generarse derecho a indemnización. El período de prueba abarca los primeros treinta días de la relación respecto del personal sin retiro; y los primeros quince días de trabajo para el personal con retiro. El empleador no podrá contratar a una misma empleada/o más de una vez utilizando el período de prueba.

## Preaviso
La parte que quiera disolver el contrato de trabajo debe comunicar su decisión a la otra con anticipación de 10 días si es el trabajador, y de 10 días si es el empleador, plazo este que se extiende a 30 días si la antigüedad del empleado fuera mayor a 1 año.
Durante el preaviso el personal sin retiro gozará de 10 horas semanales remuneradas para buscar nueva ocupación.

## Indemnización por despido
En caso de que el empleador dispusiere el despido sin preaviso y en fecha que no fuere la del último día del mes, la indemnización sustitutiva del preaviso se integrará además con una suma equivalente a los salarios que hubiere debido abonar hasta la finalización del mes en que se produjo el despido.
En caso de que el empleador dispusiera el despido sin expresión de causa o justificación debe abonar una indemnización de un mes de sueldo por año de antigüedad o fracción mayor de 3 meses, tomando como base la mejor remuneración mensual, normal y habitual devengada en el último año o durante el tiempo de prestación de servicio si este fuere menor.
Desde febrero de 2023, los trabajadores del sector están alcanzados por el fondo de desempleo. Su pago es de hasta dos cuotas.

## Despido con justa causa por el empleador
El empleador puede despedir al trabajador doméstico sin estar obligado a indemnizarlo en los casos de inobservancia de las obligaciones de este que configuren injuria grave que no consienta la prosecución de la relación. El término “injuria” está utilizado en el caso con el significado amplio de “daño” y no en el concepto más conocido de “insulto” o “agravio”. En este caso el empleador está obligado a comunicar su decisión al trabajador por escrito consignando las causas que invoque y en caso de juicio no la podrá modificar ni invocar otra distinta. 
El abandono del trabajo por el empleado sólo se configurará si fue intimado en forma fehaciente a que se reintegre al trabajo, por el plazo que impongan las modalidades que resulten en cada caso y que nunca podrá entenderse inferior a dos días hábiles.

## Juicios de personal doméstico en la Capital Federal
En la Capital Federal los juicios referidos al personal doméstico tramitan por ante el Tribunal de Trabajo para el personal de casas particulares, que es un organismo administrativo dependiente del Ministerio de Trabajo, con apelación ante los juzgados de trabajo. Por otra parte, cada provincia legisla sobre el procedimiento y en general disponen para estos juicios la competencia de los juzgados o tribunales del trabajo. 

## Realidad del trabajo doméstico
Algunas de las conclusiones incluidas en un estudio realizado por la Subsecretaría de Programación Técnica y Estudios Laborales del Ministerio de Trabajo en 2004 sobre la base de las encuestas hechas en los principales centros urbanos son las siguientes:
- Labora en servicio doméstico el 17,2% de las mujeres que trabajan, lo cual representa el 22,7% de las trabajadoras asalariadas.
- Predomina un bajo nivel educativo (el 79,8% cuenta sólo con estudios de hasta secundaria incompleta, 18,1% tienen secundaria completa y terciaria/universitaria incompleta y 2,1% completaron estudios terciarios o universitarios).
- Un 33,3% ocupan la posición de jefas de hogar.
- Una parte considerable de las trabajadoras domésticas no nacieron en el lugar en el que residen actualmente, la presencia de migrantes recientes es relativamente marginal.
- Más de la mitad de las trabajadoras domésticas se desempeña en la ciudad de Buenos Aires y zonas aledañas, pero en las provincias del nordeste argentino es donde el servicio doméstico representa el porcentaje mayor sobre el conjunto de las trabajadoras asalariadas.
- El 52,8% de las empleadas domésticas trabaja menos horas que las requeridas para tener los beneficios del Estatuto de trabajo doméstico.
- El 9,4% de las empleadas domésticas trabaja menos de 6 horas semanales, por lo que tampoco les corresponden los beneficios jubilatorios.
- Casi el 80% de las trabajadoras domésticas trabajan para un solo empleador, un 12,3% trabajan para dos empleadores y un 8,5% lo hacen para tres o más hogares.
- La modalidad predominante es el trabajo con retiro, pues solamente un 6% del total lo hace sin retiro. La mayor proporción de trabajadoras sin retiro se encuentra en las provincias del noroeste del país.
- Se observa un marcado incumplimiento de la legislación laboral. Al 94,5% de las empleadas domésticas que trabajan 6 horas o más no se les descuentan los aportes jubilatorios. Asimismo sólo un porcentaje muy reducido cuenta con otros beneficios sociales, tales como aguinaldo, vacaciones pagas, días por enfermedad u obra social. Lo mismo sucede en materia salarial, Un 60% de las trabajadoras con jornada completa y un 42,2 % de las que trabajan por hora percibe una retribución por debajo del mínimo obligatorio.